# Vojtěch Luža
Armádní generál Vojtěch Boris Luža (26. března 1891 Uherský Brod – 2. října 1944 Hřiště u Přibyslavi) byl český generál, legionář první světové války a čelný představitel československého protifašistického odboje.

## Studium a legionář
Narodil se v Uherském Brodě jako prvorozený syn v rodině Václava Luže a Julie, rozené Holáskové. Jeho o dva roky mladší bratr Bohuslav, pozdější starosta Uherského Brodu a poslanec za národní socialisty, byl od roku 1939 vězněn a krátce po osvobození Buchenwaldu zemřel.
Byl prudké a přímé povahy, později v legiích nadneseně nazýván Boris Hrozný, člen Sokola v Uherském Brodě a později v Sokole Brno I. (župa Jana Máchala). Po absolvování reálky studoval od 1909 elektrotechniku na VUT v Brně, kterou nedokončil pro vyhlášení války a 3. srpna 1914 byl odveden jako jednoroční dobrovolník k 35. pěšímu pluku v Plzni a absolvoval školu pro důstojníky pěchoty. Jako velitel čety v hodnosti praporčíka odjel 14. listopadu 1914 na ruskou frontu, kde byl 35. pěší pluk přiřazen k Jižní armádě. Zde byl 30. srpna 1915 zajat u obce Malá Planča, zřejmě v oblasti Dněstru a jeho přítoků v okolí města Halyč. V městě Veněv v Tulské gubernii se 11. dubna 1916 přihlásil do legií a 20. července 1916 byl přiřazen k 1. srbské dobrovolnické divizi jako podporučík, účastnil se bojů v Dobrudži a od 11. ledna 1917 byl na vlastní žádost přidělen k 2. střeleckému pluku Jiřího z Poděbrad Ruské legie jako praporčík. Jako velitel kulometné roty bojoval v roce 1917 ve věku 26 let u Zborova proti 75. pěšímu pluku a na transsibiřské magistrále proti bolševikům až do návratu 2. lodním transportem, jako zástupce jeho velitele ve věku 29 let, na lodi Madawaska. Přes přístav Terst se navrátil 1. května 1920 do ČSR.

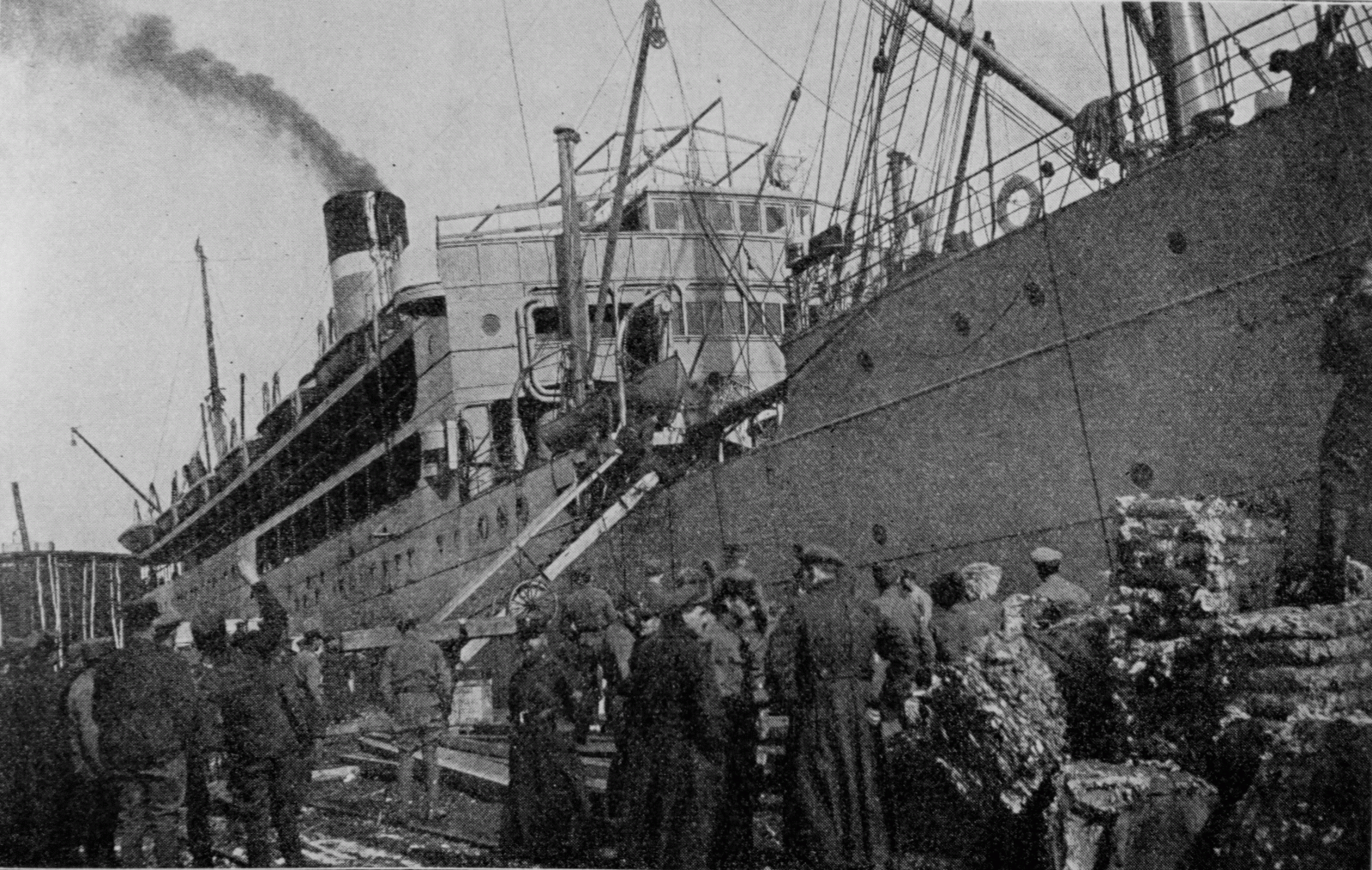
Americká transportní loď Madawaska

V Rusku roku 1917 konvertoval k pravoslaví a přijal jméno Boris, z církve však o dva roky později vystoupil a do úředních dokumentů dále zapisoval bez vyznání. Katolictví považoval za příliš rakouské, při pozdější činnosti za ČSR v Olomouci svůj názor zmírnil, neboť zde navázal s katolickými představiteli blízké vztahy při budování obrany republiky.

## Generál ČSA

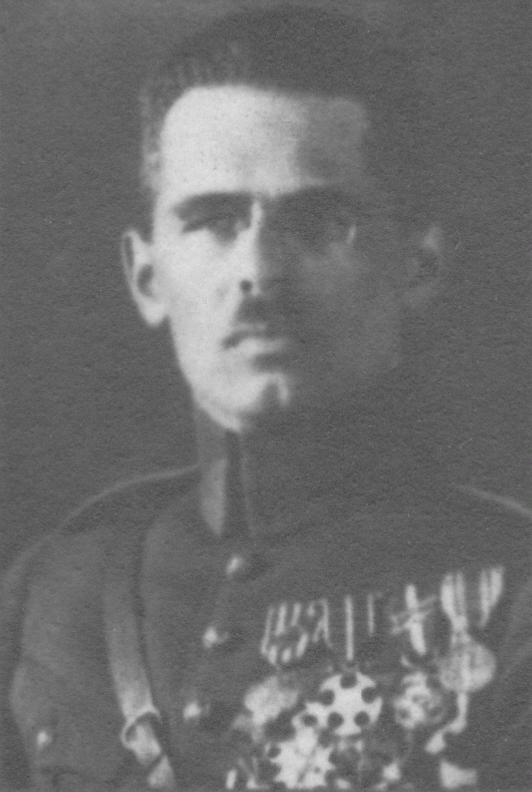
V hodnosti podplukovníka jako frekventant Válečné školy v Praze, ročník 1922/1923 na tablu absolventů

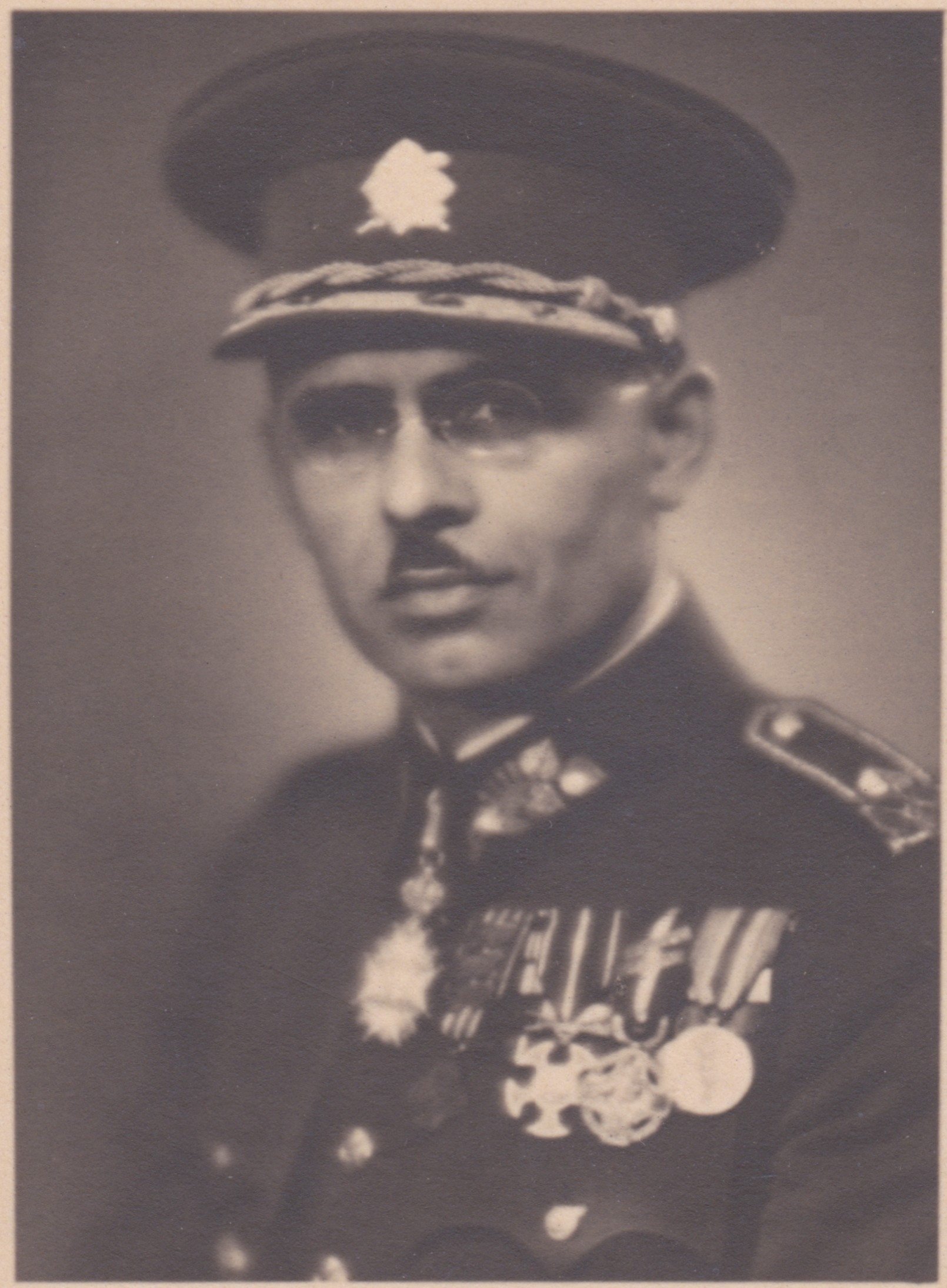
Vojtěch Luža jako pedagog a velitel
(1932–1935) Válečné školy
na absolventském tablu (1931–1934)

Po repatriační dovolené byl přeřazen v hodnosti majora do Československé armády, která se v nové republice formovala a stal se jedním z významných příslušníků důstojnického sboru, v němž posléze dosáhl hodnosti divizního generála. Oženil se roku 1921 s Miladou Večeřovou (1898–1985), se kterou měl syna Radomíra Václava Lužu.
Velel postupně pěšímu pluku, absolvoval kurz generálního štábu a velitele pluků, brigádě, přeskočil velení divizi rovnou na velení armádnímu sboru. Absolvoval kurz generálního štábu v Praze a v letech 1922–1923 Válečnou školu v Praze, kurz pro důstojníky a generály v Paříži, byl přednostou operačního oddělení hlavního štábu čs. armády (1924–1929). Zde Luža vypracoval úpravu nástupového plánu III-A zaměřeném proti potenciální agresi osamoceného Maďarska, považovaného v té době za nepřítele č. 1, kde dočasně nahradilo Německo. Klíčovou změnou bylo, že armáda měla po odražení útoku přejít do protiútoku. V návrhu také uvádí nutnost spolupráce armády s vládou a ministerstvem zahraničí, do té doby nepraktikovanou. Požadoval, aby vojáci vycházeli z reálné situace v zahraniční politice a zároveň dostali jasné úkoly od legitimní vlády (např. obhajitelnost ústupu nebo nehájení některých území republiky, které nemají vojenský význam).
Následně byl pedagogem na Vysoké škole válečné v Praze a 1932–1935 jejím velitelem. Od roku 1935 byl krátce velitel V. sboru v Trenčíně a až do 1937 IV. sboru v Olomouci. Na přímý zásah prezidenta Beneše byl převelen do funkce Zemského vojenského velitele v Brně, kde působil od podzimu 1937 do 1939. Při mobilizaci 23. září 1938 velel 2. armádě, která měla bránit hranici na severní Moravě.
Byl potenciální nástupce Ludvíka Krejčího na nejvyšší armádní funkci náčelníka hlavního štábu, kterého kritizoval pro přípravu obrany formou příliš defenzivního boje v pevnostech. Byl přívržencem útočné taktiky francouzského maršála Foche, německého generála Ludendorffa a knihy Achtung! Panzer! německého generála Heinze Guderiana. Uznával pevnosti jako krytí kritických míst republiky, které však ve spojitých liniích poutají příliš velké množství vojáků. Nahrazení spojité linie považoval za nutné operativními tanky, se kterými lze manévrovat.
Účastnil se audiencí 21. září a 29. září 1938 nejvyšších vojenských velitelů (Krejčí, Luža, Prchala...) u Edvarda Beneše, kde na něho vyvíjeli nátlak ve prospěch vojenské obrany před nacistickým Německem i bez podpory Francie a Anglie. Po přijetí Mnichovské dohody patřil ke skupině generálů pomýšlející i na vojenské svržení vlády generála Syrového. V červnu 1939 byl propuštěn do civilu v hodnosti divizního generála. Opět studoval VUT v Brně, ale nedokončil pro uzavření vysokých škol 17. listopadu 1939. Zároveň nastoupil k Zemskému úřadu v Brně, odkud 31. března 1941 odešel na vlastní žádost do výslužby.

## Odboj za protektorátu

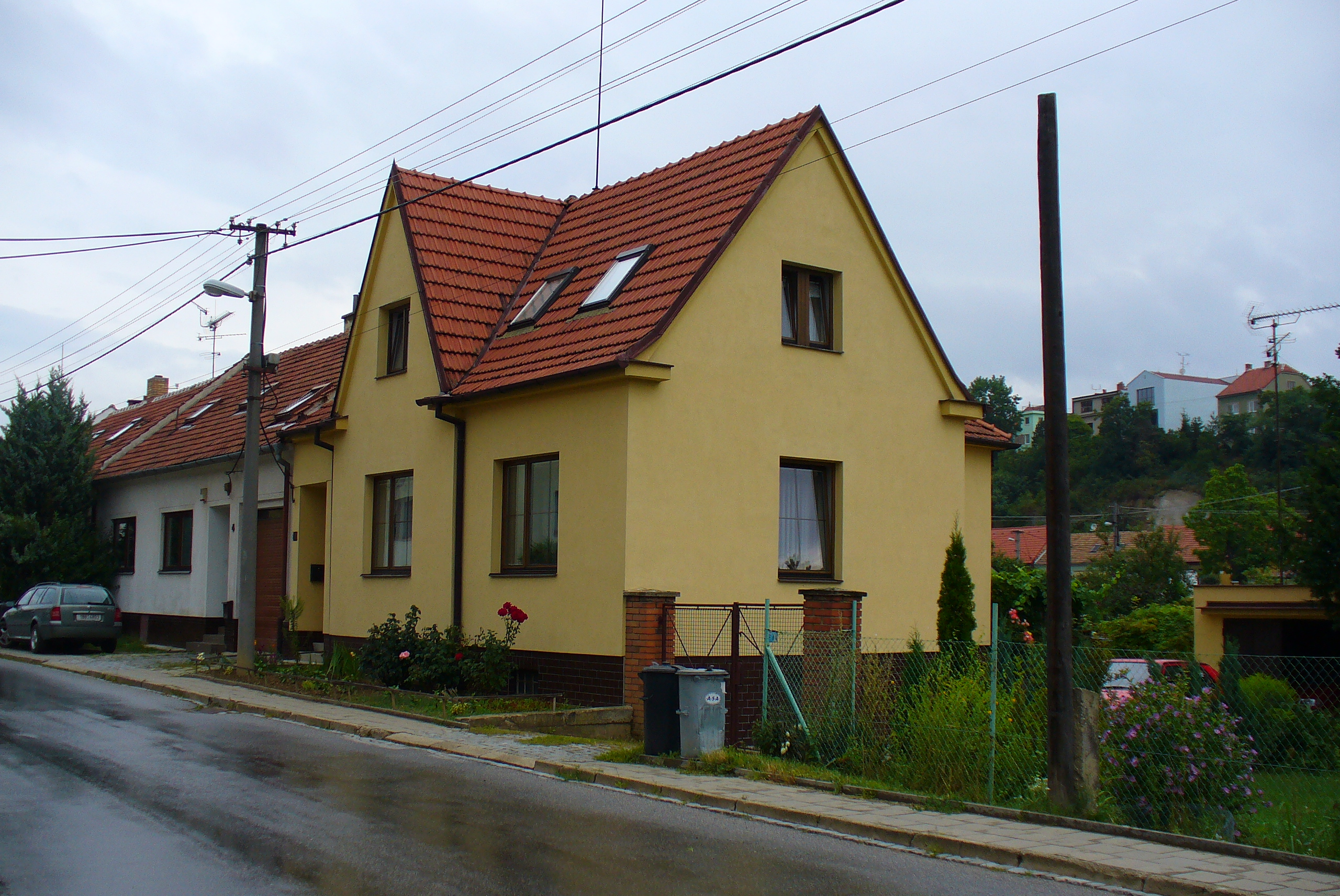
Dům dříve v majetku rodiny Seců na Hoštické ulici v Bosonohách, kde se Luža také ukrýval v letech 1942–1944

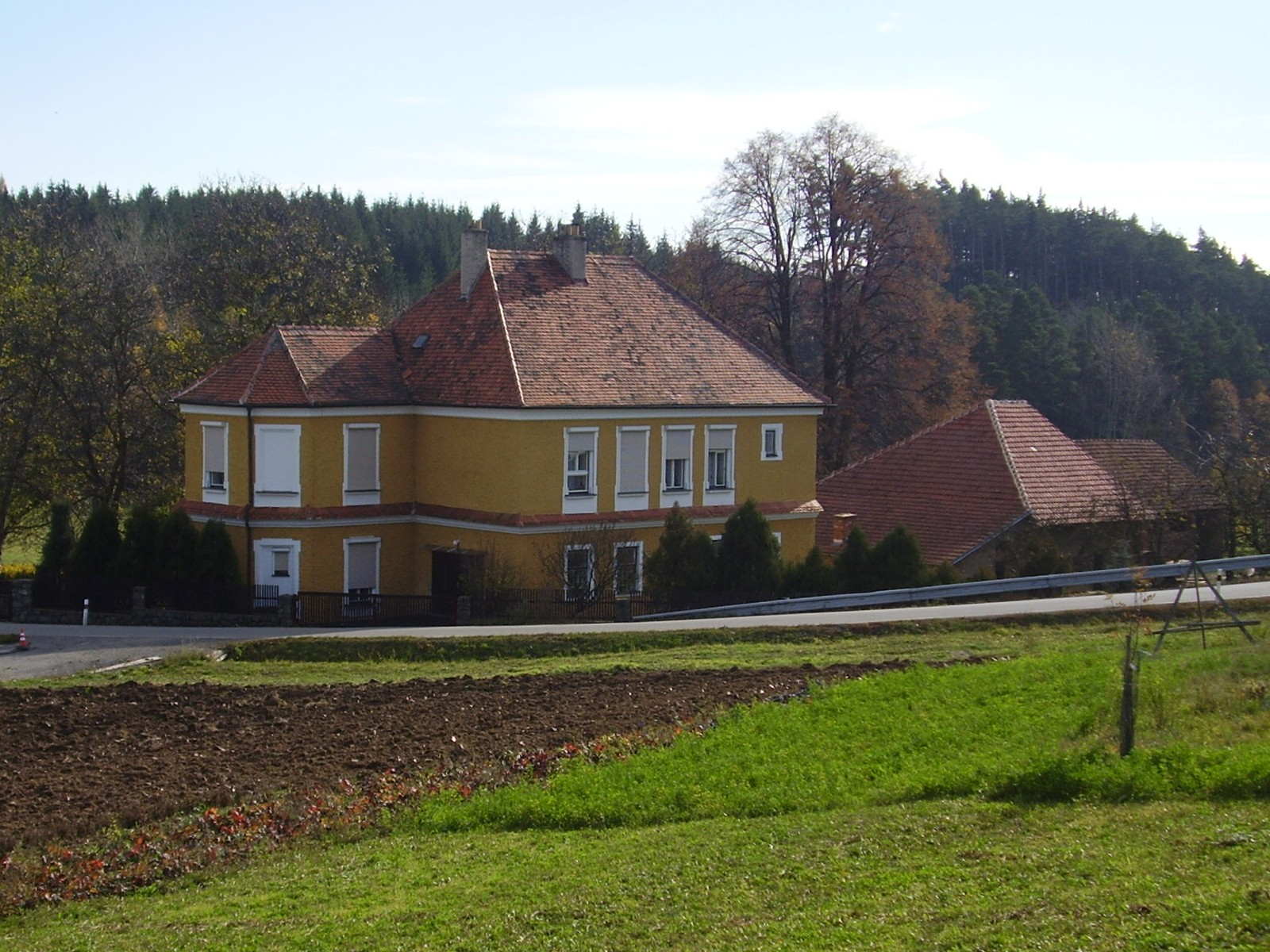
Dům dříve v majetku rodiny Bohuslava Indry, součástí bývalé cihelny u Pánova. Zde se krátce skrýval Vojtěch Luža, déle pak Radomír Luža v letech 1942–1945.

Od počátku se nesmířil s kapitulací. Koncem roku 1938 sepsal elaborát kritizující ústup bez boje. Po okupaci odmítl emigraci a v roce 1939 se zapojil do odboje za pomoci blízkých Sokolů a vojáků. Odmítl se připojit do organizace Obrana národa, neboť předpokládal její rychlou dekonspiraci vzhledem k předpokládané délce války, spolupracoval s odbojovou skupinou Parsifal, měl kontakty s přítelem generálem Aloisem Eliášem. Ještě před příchodem Heydricha do funkce zastupujícího říšského protektora (27. září 1941) připravoval svůj přechod do podzemí. Od Eliáše pomocí prostředníka dostal varování, že bude zatčen. Když byl 28. září 1941 Eliáš zatčen, odešel po zahlazení stop v noci do připravené ilegality.
Gestapo jej přišlo zatknout ráno 29. září 1941, a protože ho již nezastihlo v jeho domě ve Wurmově ulici č. 4 (49°12′12″ s. š., 16°34′48″ v. d.) v Brně, zatkli jeho ženu Miladu a syna Radomíra (19 let), kteří byli po samovazbě 17. října (Radomír) a 12. listopadu 1941 (Milada) pro nedostatek důkazů propuštěni. Později v září 1942 po pokusu oba zatknout a internovat v rámci akce gestapa „E“ (Emigration), kdy byli zatýkáni rodinní příslušníci ilegálních odbojových pracovníků, přešli do podzemí ke kruhům blízkým otci.
Ukrýval se v domě Karla Nováka v Javůrku u Domašova na Vysočině. Od června 1942 do března 1943 se skrýval v domě (49°10′32″ s. š., 16°31′34″ v. d.) Jana a Františky Secových v Bosonohách. Po zatýkání v brněnském odboji odešel opět na Vysočinu do bývalé cihelny (49°18′50″ s. š., 16°16′39″ v. d.) u Pánova a dále blízkého Deblína. Po několika měsících se vrátil zpět do Bosonoh, kde pobýval až do května 1944. Po prozrazení Viktora Ryšánka a Stanislava Jizery jako konfidentů brněnského gestapa Karlem Paprskářem v květnu 1944, kteří byli součástí volavčí sítě, odešel, a s ním tentokrát i jeho ubytovatelé Secovi, opět na Vysočinu.
V tomto období vybudoval s profesorem Josefem Grňou, na torzu odbojových organizací Obrana národa a Petiční výbor Věrni zůstaneme svoji organizaci nazvanou Přípravný revoluční výbor, později Jaro, kde byl vojenským velitelem a Grňa politickým představitelem. Klíčovými a agilními spolupracovníky byli bývalí čs. důstojníci Josef Robotka a Karel Steiner-Veselý, kteří však často jednali proti rozkazům nadřízeného Lužy. Přímé spojení s Londýnskou exilovou vládou, ministrem národní obrany gen. Ingrem zajišťovaly nejprve vysílačky Sparta, po jejich zničení v roce 1941 parašutistické výsadky z Británie, od roku 1943 kurýrní služba a v roce 1944 opět výsadky (Calcium, Barium).
V létě 1944 se organizace Jaro sloučila s organizací Avala Josefa Císaře a vytvořila sjednocenou Radu tří (R3), jejímiž představiteli byli Grňa, Luža, Císař. Přijala také skupinu Josefa Svatoně, získala napojení na komunistický i slovenský odboj. Po vylodění spojenců v Normandii v červnu 1944 začaly přípravy na poslední zimu a plány na ozbrojené povstání českého odboje, kde měl Luža podporu odbojových skupin i exilové vlády jako jeho velitele. Na výzvu Císaře a Jiříkovského (skupina Rady tří Avala) se přesunul k Říčanům u Prahy, kde připravoval konkrétní kroky partyzánského boje, které měly podle jeho představ podobně jako Slovenského národního povstání po přiblížení fronty přejít v ozbrojené povstání lidu proti okupantům. Jménem nejvyššího velitele Rady Tří žádal exilovou vládu v Londýně o dodávku zbraní, které byly přislíbeny, avšak nikdy nebyly dodány. Komplikované pokusy o kontakty a dodávky zbraní ze Sovětského svazu se před seskokem paradesantních výsadků nedařily a tak jediným zdrojem zbraní mělo být území protektorátu – sklady zbraní SS ve výcvikovém prostoru u Benešova a muniční továrna ve Vlašimi. Po rozšíření povstání doufal podporu od západních spojenců a Rudé armády.
V létě 1944 vydal výzvu československým důstojníkům, kteří se do odboje dosud nezapojili: „Proto v poslední hodině vyzývám bývalé příslušníky naší branné moci, v první řadě aktivní důstojníky, aby nečekajíce na zavolání dali se k dispozici stávajícím organizacím domácího odboje. Ti z nich, kteří se činně nezúčastní osvobozovacího boje, budou postaveni před vojenské soudy pro úmyslné nekonání svých povinností.“ Po častých zatčení a následných popravách odbojářů vydal rozkaz, že je při zatýkání gestapem nutno klást náležitý odpor: „Čest národa, a tedy i armády žádá, aby se každý jeho příslušník a tím méně už aktivní důstojník nebo voják nedal gestapem zatknout, aniž by projevil náležitý odpor. Všichni, kteří se nechali a ještě nechají podobným způsobem zatknout, budou postaveni před vojenský soud.“

## Poslední boj

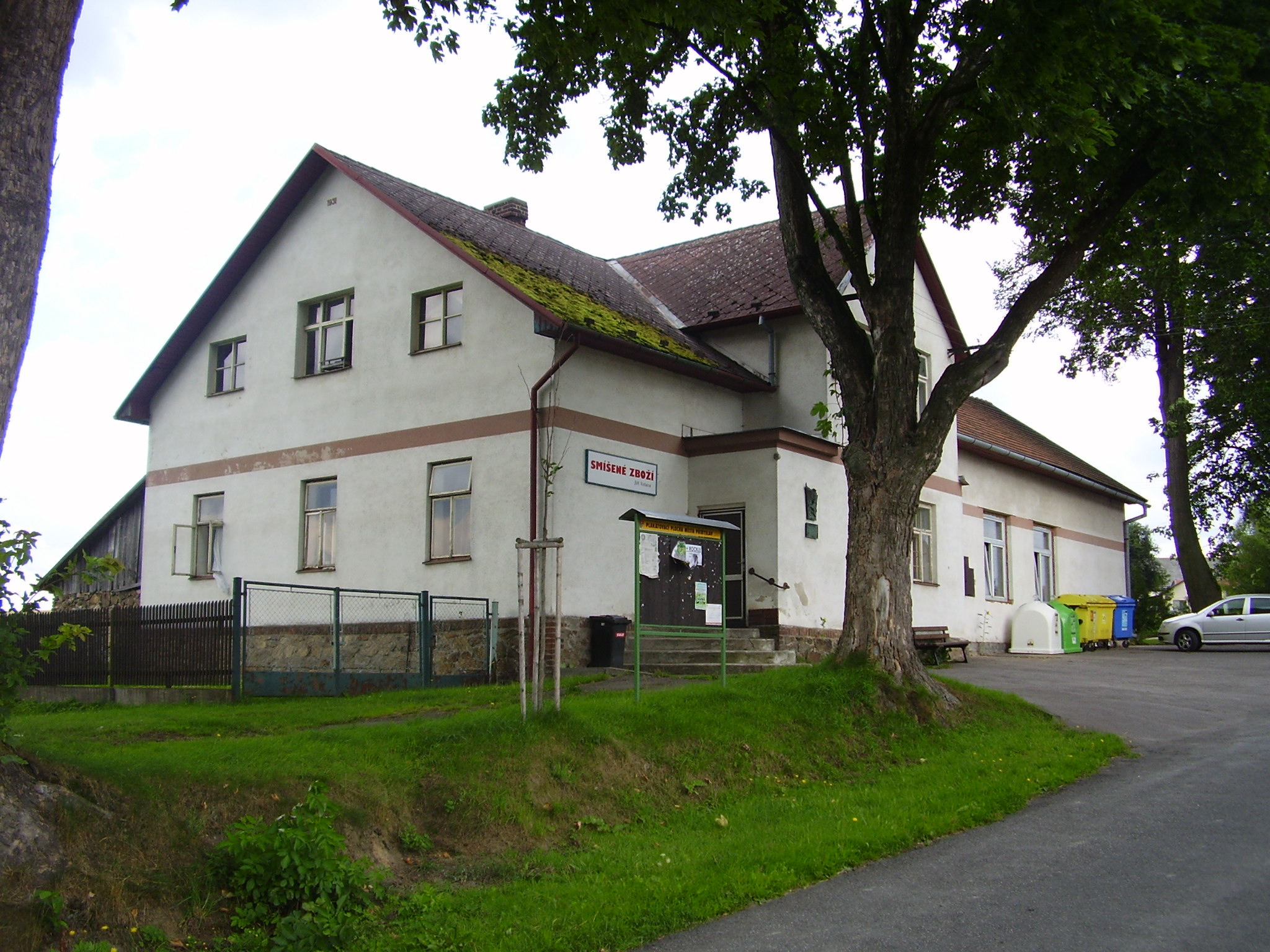
Bývalá hospoda „U Němců“ provozovaná rodinou Votavů v Hřištích u Přibyslavi, kde byl 2. října 1944 zabit Luža

Po zastřelení člena skupiny Sigma Josefa Ouředníka a zatčení Františka Jiříkovského z Avaly 13. září 1944 se ocitl v nebezpečí a rozhodl se k přesunu zpět na Moravu do bezpečnějších úkrytů. S pobočníkem poručíkem (v záloze) Josefem Korešem (1917–1944) 28. září 1944 šli pěšky ze Říčan do Kácova, kde přespali. Dále pokračovali údolím Sázavy směrem na Novoměstsko do štábu Rady tří. Promáčeni deštěm po 120 kilometrech pochodu (zbývalo jim 45 km) se zastavili 2. října 1944 po 14 hodině v Hřištích u Přibyslavi. Nejprve žádali o pomoc u Aloisie Matějové v domě č.p. 14 (49°35′13″ s. š., 15°46′33″ v. d.) na okraji obce, která je pouze odkázala ke starostovi Jaroslavu Honzovi v domě č.p. 12 (49°35′13″ s. š., 15°46′36″ v. d.). Starosta, zaneprázdněn prací pouze zkontroloval osobní doklady na jména Wenzel Musil, lesní správce, a Josef Koreš, úředník, a pro odpočinek je odkázal do hostince Marie Němcové č.p. 55 (49°35′7″ s. š., 15°46′23″ v. d.). Starosta ze strachu z provokace agentů gestapa informoval o příchodu neznámých mužů s průkaznými doklady strážmistra četnictva Josefa Navrátila, který zde prováděl vyšetřování, a navštívil také starostu. Starosta však ještě jednou neznámé kontroloval v hostinci.
Josef Navrátil, který v roce 1943 zadržel uprchlého ruského zajatce, zatelefonoval po 16. hodině do Přibyslavi a zavolal si o posilu dvou četníků. Od nadřízeného Bohuslava Mečíře dostal rozkaz neznámé osoby sledovat do doby, než společně se Stanislavem Kunderkou přijedou. Po 17. hodině všichni tři četníci (Mečíř, Navrátil, Kunderka) s tasenými zbraněmi vstoupili do hostince hlavním vchodem a vyzvali muže: „Ruce vzhůru!“. Ti po opakování výzvy (v souladu s vlastním rozkazem) zahájili palbu z ruční zbraně. Při přestřelce s protektorátními četníky byl Luža na místě zabit, jeho těžce zraněný pobočník nepronásledován uprchl z hostince a v nedalekém poli (49°35′4″ s. š., 15°46′20″ v. d.) spáchal sebevraždu. Pravou totožnost obou osob odhalilo až několik dní později k vyšetřování přivolané gestapo. Oba byli zpopelněni v brněnském krematoriu a jejich popel rozprášen. Z 24 generálů ČSR, kteří zahynuli za války, je spolu s Karlem Mejstříkem a Jaroslavem Untermüllerem jedním ze tří, kteří padli se zbraní v ruce.
Po válce byl incident vyšetřován orgány vojenského Obranného zpravodajství, podle kterých jako příčinu události označili přílišnou horlivost četníků nad rámec povinností.

## Odveta partyzánů

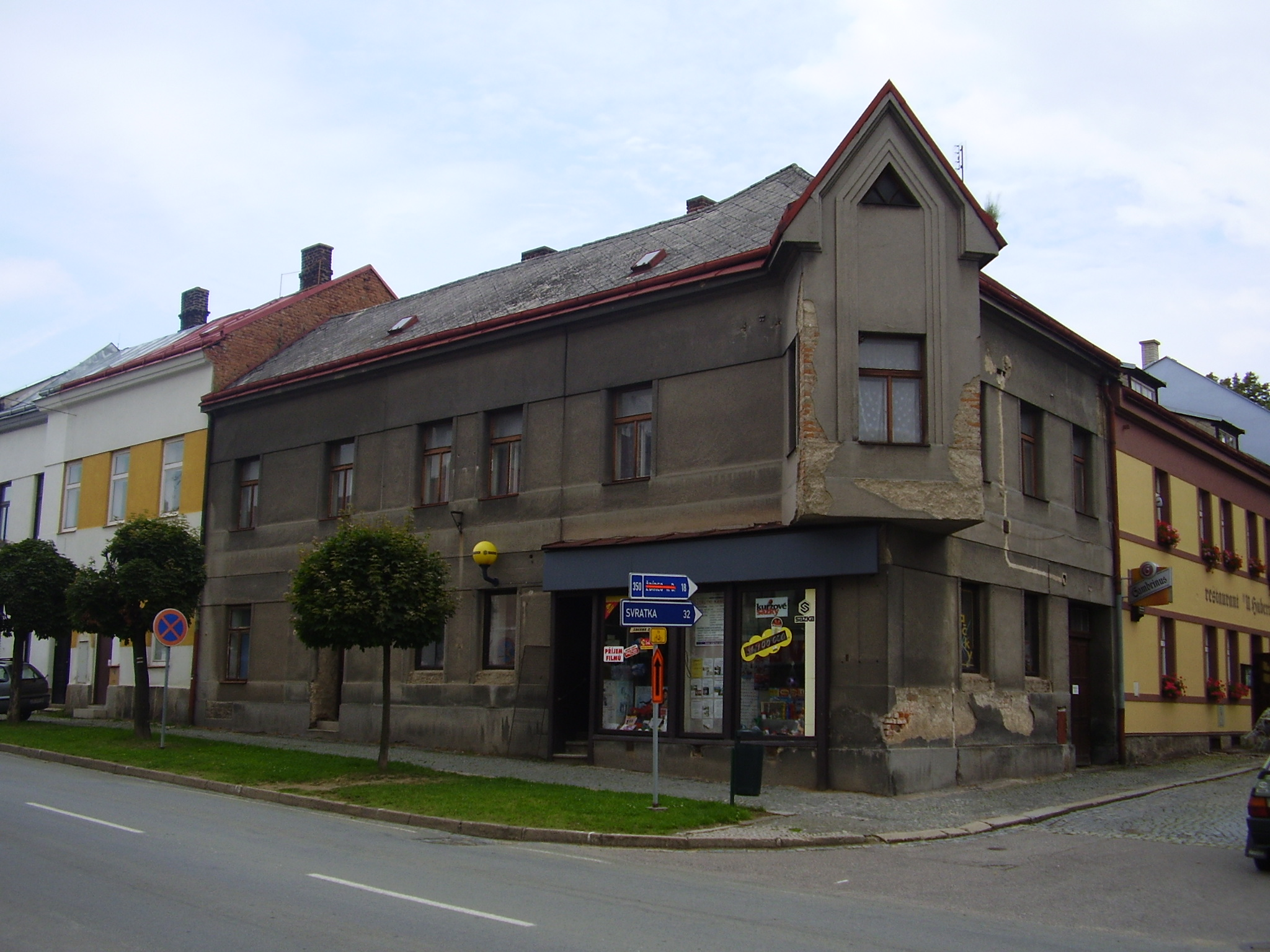
Dům rodiny Vokurků v Přibyslavi, kde byla za druhé světové války v patře v pronájmu četnická stanice. Ve sklepě byla provedena poprava četníků.

O události v Hřištích se odboj dovídal postupně a nakonec také byla o ní 20. října 1944 informována londýnská vláda prostřednictvím vysílačky Zdena výsadku Calcium. Nástupce vojenského velitele Rady tří plukovník Josef Svatoň (1893–1944, krycí jméno Doubek) vydal rozkaz synu zastřeleného Radomíru Lužovi (krycí jméno Stáňa) k odvetě. Byla vybrána část 40členné skupiny Černý (Čapajev) uprchlých ruských zajatců a dvojice Čechů. Ze skupiny Černý byli vybráni velitel a pilot Nikolaj Bachmutskij, Josef Serinek (krycí jméno Černý), Michail Tumajev, Dmitrij Komarov, Michail Barjačnyj, Alexander Pogorelov, Andrej Romanov, I. Martynov, Nikolaj Čursin a Adolf Šedý, dále připojili Radomír Luža, Jan Sec. Skupina 12 partyzánů se v noci 25. října 1944 přesunula z Daňkovic přes Kadov, Fryšavu, Světnov, Malou Losenici k Přibyslavi, kde provedla 26. října 1944 ve 20 hodin přepadení četnické stanice, která sídlila v domě č.p. 9 (49°34′36″ s. š., 15°44′21″ v. d.). Na stanici byl pouze Jiří Hörner. Mečíř se psychicky zhroutil a nebyl ve službě a byl proto vylákán za pomoci Hörnera na stanici. Nakonec se ze služby na stanici vrátili Ondřej Otevřel, Stanislav Kunderka a kolemjdoucí Karel Sojka.
Po výslechu a rozsudku smrti popravili ve sklepě domu všech pět četníků, z nichž jen Mečíř a Kunderka se přímo podíleli na Lužově zabití. Navrátil odvetě unikl, zahynul však 25. dubna 1945 při náletu v Tišnově. Těžce raněný Hörner však svou popravu přežil a podařilo se mu přivolat pomoc. Partyzánům se však přesto podařilo včas přesunout do bezpečí. V původním rozkazu byla zmíněna odveta i pro starostu Jaroslava Honzu, která nebyla provedena pro komplikovanost. Ve skutečnosti v Hřištích ani nebyl a ukryl se preventivně k příbuzným.
Radiostanice Zdena výsadku Calcium 2. listopadu 1944 opět informovala Londýn upřesněnou informaci o události v Hřištích a o odvetě v Přibyslavi. Radomír Luža se o odvetě vyjádřil: „Ti četníci se chovali pořád jako protektorátní četníci. Jako arogantní vrchnost. Kdyby kterýkoliv z četníků odsoudil tuto vraždu a nabídl, že s námi bude spolupracovat, vzali bychom ho s sebou.“ Akce byla později vnímána jako úvod aktivního partyzánského boje, neboť v říjnu byly postupně napadeny četnické stanice v Zubří, Zašové, Malé Lhotě a Podhradní Lhotě, za účelem získání zbraní a prevence, neboť se již mnozí četníci nemohli spoléhat na beztrestnost ve své aktivní spolupráci s nacisty.

## Post mortem
- Jmenován inženýrem elektrotechniky na Vysokém učení technickém v Brně – v roce 1945
- Povýšen do hodnosti armádního generála in memoriam – v roce 1946
- Řád Milana Rastislava Štefánika II.tř. – in memoriam – v roce 1992
- Řád Bílého lva I.tř. – in memoriam – v roce 2022

In memoriam
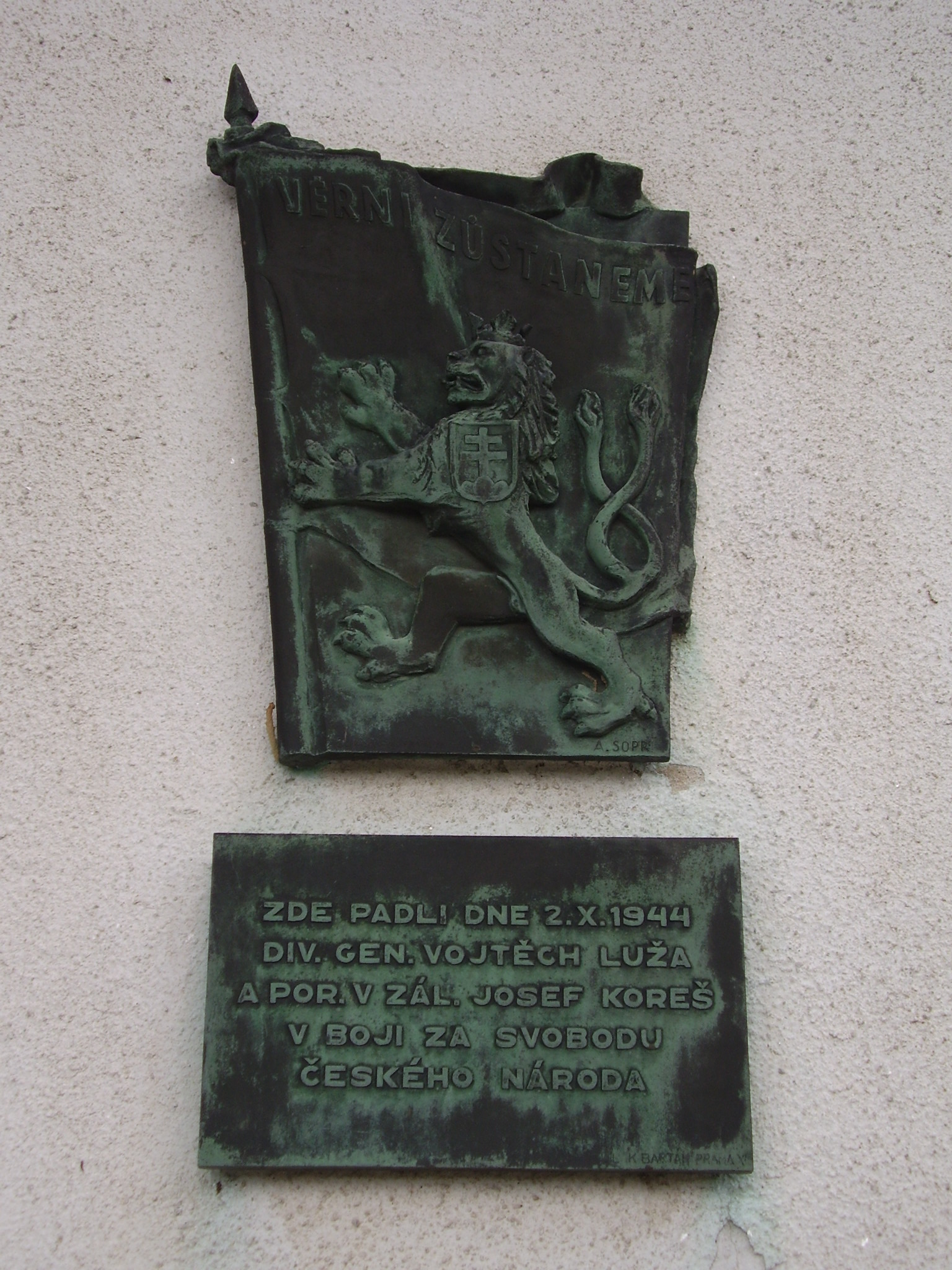
Pamětní deska na bývalém hostinci „U Němců“ v Hřištích
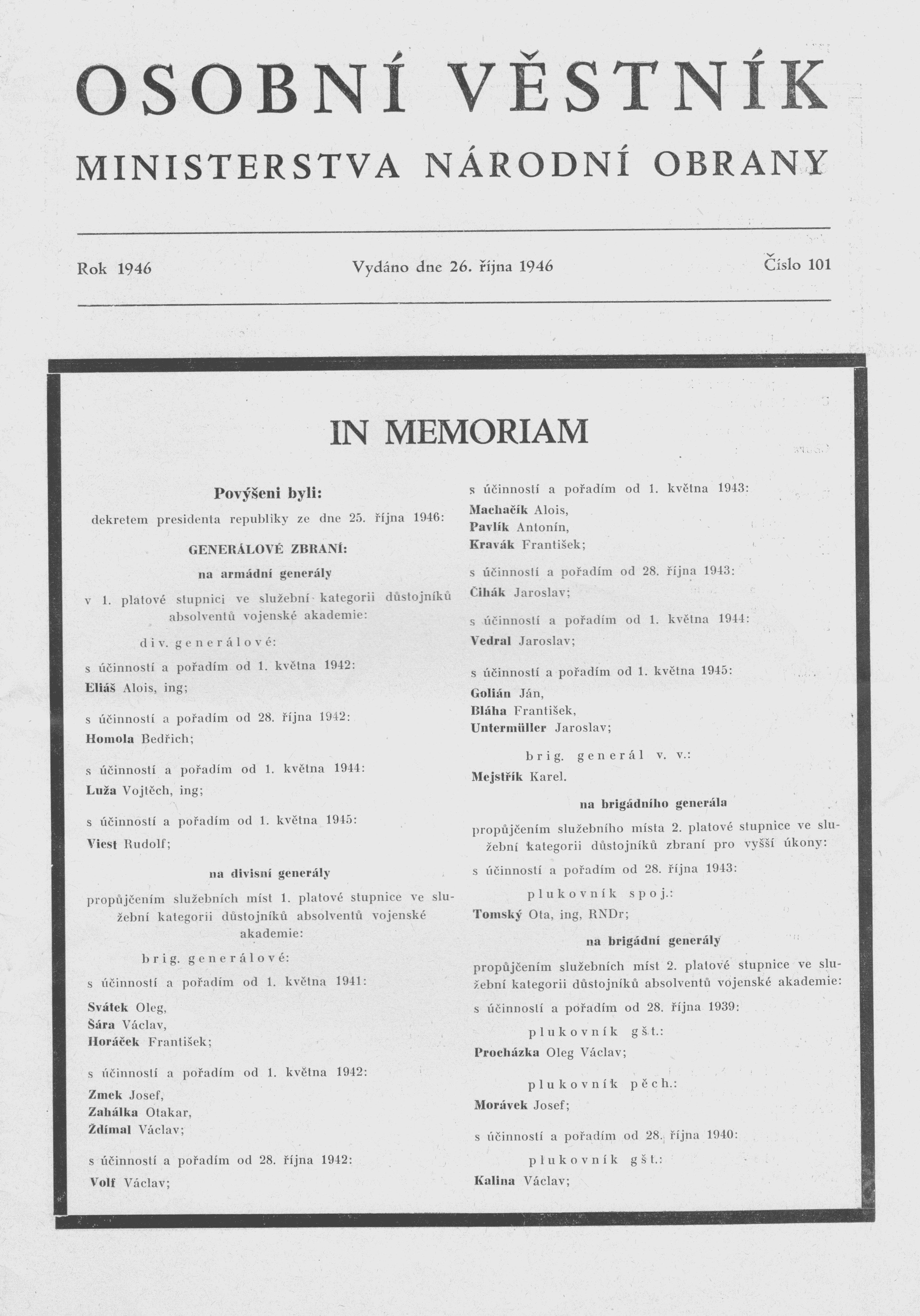
Osobní věstník MNO číslo 101 ze dne 26. října 1946 titulní strana - povýšení do hodnosti armádního generála

## Vyznamenání
| Řád svaté Anny, III. třídy s meči a mašlí   | Řád svaté Anny, III. třídy s meči a mašlí   |
| Řád sv. Vladimíra, IV. třídy s meči a mašlí | Řád sv. Vladimíra, IV. třídy s meči a mašlí |
| Válečný kříž                                | Válečný kříž                                |
| Řád sokola, skupina vojenská s meči         | Řád sokola, skupina vojenská s meči         |
| Československý válečný kříž 1914–1918       | Československý válečný kříž 1914–1918       |
| Československá revoluční medaile            | Československá revoluční medaile            |
| Řád čestné legie, V. třídy – rytíř          | Řád čestné legie, V. třídy – rytíř          |
| Medaile vítězství                           | Československá medaile Vítězství            |
| Válečný záslužný kříž                       | Válečný záslužný kříž                       |
| Pamětní medaile na válku 1914-1918          | Pamětní medaile na válku 1914–1918          |
| Řád Polonia Restituta, III. třídy – Velitel | Řád Polonia Restituta, III. třídy – Velitel |
| Pamětní Kříž na válku 1916-1919             | Pamětní Kříž na válku 1916-1919             |
| Řád svatého Sávy, III. třídy - komandér     | Řád svatého Sávy, III. třídy – komandér     |
| Řád bílého orla, IV. třídy - důstojník      | Řád bílého orla, IV. třídy – důstojník      |
| Řád čestné legie, IV. třídy – důstojník     | Řád čestné legie, IV. třídy – důstojník     |
| Řád rumunské hvězdy, III. třídy - komtur    | Řád rumunské hvězdy, III. třídy – komtur    |
| Řád jugoslávské koruny, II. třídy           | Řád jugoslávské koruny, II. třídy           |
| Československý válečný kříž 1939            | Československý válečný kříž 1939            |
| Medaile za chrabrost Miloše Obiliče, zlatá  | Medaile za chrabrost Miloše Obiliče, zlatá  |

## Ztvárnění v umění
V roce 2013 ho v seriálu České století ve 2. epizodě Den po Mnichovu (1938) ztvárnil herec Luboš Veselý.